# Isola Buckle

L'Isola di Buckle (in inglese Buckle Island) è una delle tre isole principali del gruppo disabitato delle Isole Balleny situato nell'Oceano Antartico. Si trova a 25 km a sud-est dell’Isola Sturge e a 8 km a nord-est dell’Isola Young. L'isola costituisce alcune parti della dipendenza di Ross, rivendicata dalla Nuova Zelanda.

## Descrizione
L'isola ha una forma approssimativamente triangolare, con lunghe coste orientali e occidentali e una breve costa settentrionale. È largo circa 6 miglia nautiche a nord, con una lunghezza massima di 24 miglia nautiche. È di origine vulcanica ed è ancora vulcanicamente attivo, l'ultima eruzione risale al 1899.
Il punto più settentrionale è Capo Cornish. Diversi piccoli isolotti si trovano anche nel canale che separa Capo Cornish e l’Isola Young, il più grande dei quali è l'isola di Borradaile. Diversi piccoli isolotti si trovano al largo dell'estremità meridionale dell'isola, per esempio Capo McNab.